# Ingen vei hjem
Ingen vei hjem är ett musikalbum från 2017 av Finn Kalvik. Albumet utgavs av skivbolaget DaWorks Music Publishing. Samtliga låtar är komponerade av Finn Kalvik. Kalvik har också skrivit alla texter, förutom "Den unge døde", där André Bjerke har skrivit texten.

## Låtlista
1. "Ingen vei hjem" – 3:52
2. "Hubbles teleskop" – 3:31
3. "Ingenting varer evig" – 4:02
4. "Klokkene ringer for deg" – 3:36
5. "Frostbitt" – 2:56
6. "Kyss med smak av tårer" – 4:04
7. "Livet går sin gang" – 3:34
8. "Den siste svimle svingen" – 4:09
9. "Den unge døde" – 2:54

- Musik: Finn Kalvik
- Text: Finn Kalvik (spår 1–8), André Bjerke (spår 9)

## Medverkande
Musiker
- Finn Kalvik – sång, akustisk gitarr
- Sindre Hotvedt – piano, orgel, arrangement
- Kjell Harald Litangen – gitarr, mandolin, steelgitarr, säckpipa
- Audun Erlien – basgitarr, balalaika
- Karl Oluf Wennerberg – trummor, percussion
- Øystein Sunde – akustisk gitarr (på "Ingen vei hjem")

Produktion
- Finn Kalvik – musikproducent, ljudmix
- Sindre Hotvedt – musikproducent, ljudtekniker
- Jan Erik Kongshaug – ljudtekniker, ljudmix, mastering
- Peer Espen Ursfjord – ljudtekniker
- Glenn Meling, Morten Krogvold – fotograf
- Jørn Dalchow – omslagsdesign